# Floreasca

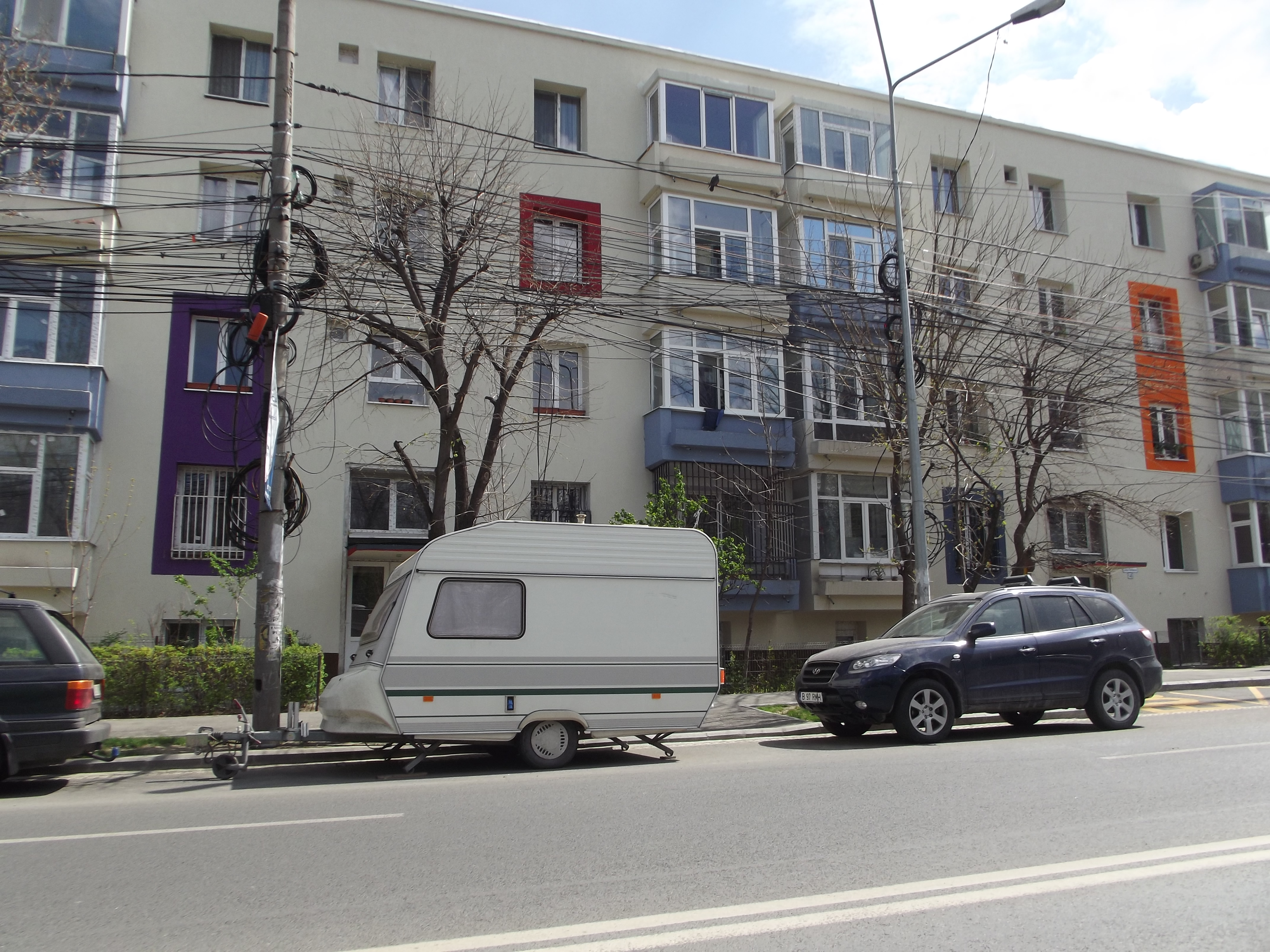

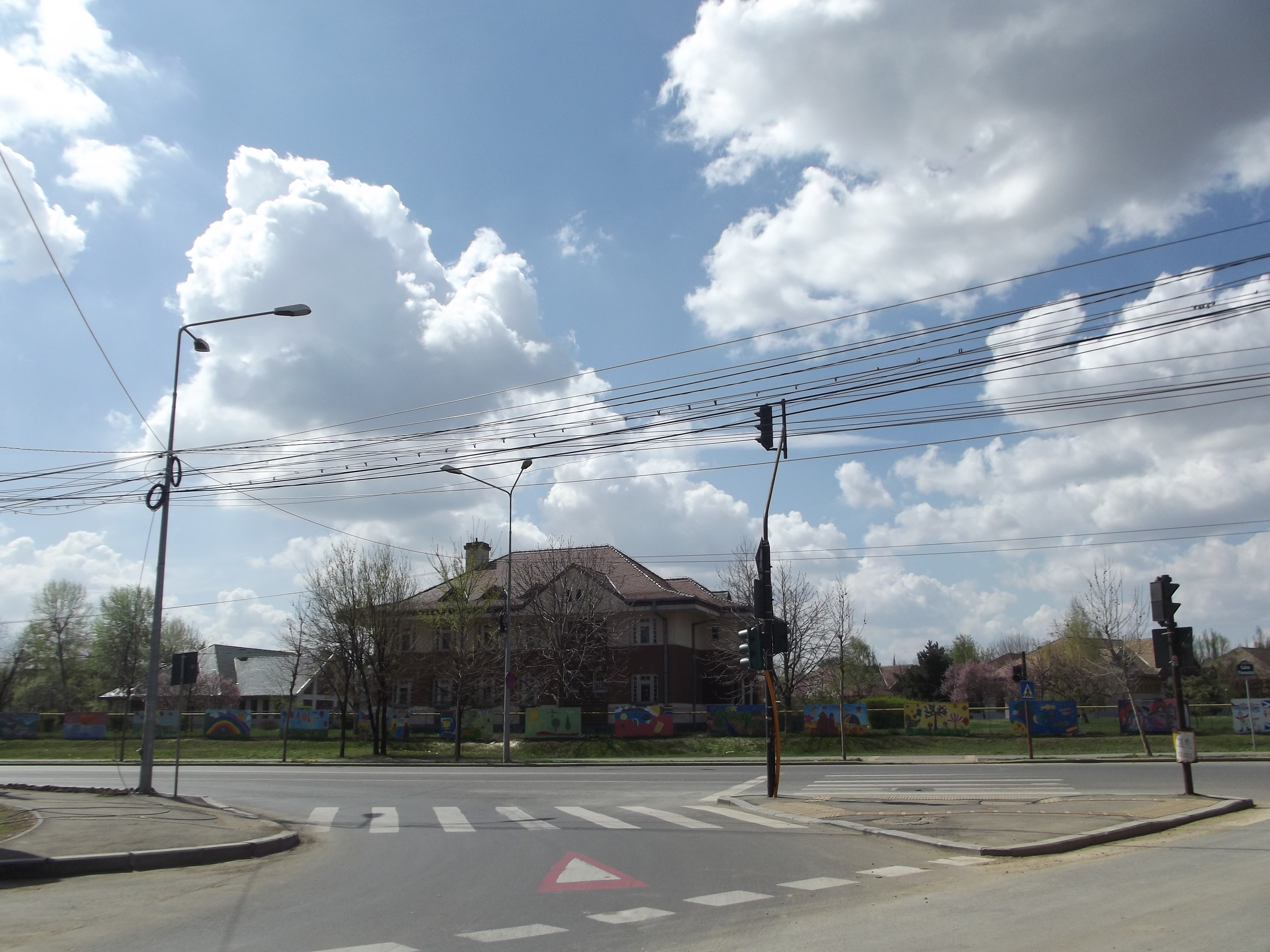

Floreasca es un barrio situado en el Sector 1 de Bucarest, al norte de la ciudad.
El urbanismo de Floreasca se caracteriza por la predominancia de bloques de 4 plantas y por la abundancia de parques y zonas verdes. En el barrio se está construyendo un nuevo centro comercial, el Promenada Mall, situado en el lugar del antiguo Instituto de Investigación Electrónica (ICE) y el Instituto Técnico de Informática (ITC).